# El año del diluvio (novela)
El año del diluvio es una novela de la autora canadiense Margaret Atwood, publicada en septiembre de 2009 en Estados Unidos y en junio de 2010 en España. Varios artículos periodísticos ya la anticipaban en 2009 como una novela de ficción notable.
La novela trata de un grupo llamado los Jardineros de Dios, una pequeña comunidad de supervivientes de la misma catástrofe medioambiental descrita en una novela anterior de Margaret, Oryx y Crake, en la que aparecían varias referencias breves al grupo.  
Esta obra resuelve algunas de las cuestiones de Oryx y Crake y revela la identidad de los tres personajes reales que aparecen al final de la misma.

## Promoción
Para promocionar la novela de Margaret Atwood, en la gira se organizaron interpretaciones corales de los 14 himnos religiosos que aparecen en el libro.

## Acogida
En general, la novela obtuvo una buena acogida; los críticos observaron que aunque la trama es a veces algo caótica, las imperfecciones de la novela concuerdan bien con la realidad imperfecta que la obra trata de transmitir.